# Pirching am Traubenberg
Pirching am Traubenberg è un comune austriaco di 2 580 abitanti nel distretto di Südoststeiermark, in Stiria. Il 1º gennaio 2015 ha inglobato i comuni soppressi di Edelstauden e Frannach.